# 勒托尔
勒托尔（法語：Le Thor，法語發音：[lə tɔʁ]）是法国普罗旺斯-阿尔卑斯-蓝色海岸大区沃克吕兹省的一个市镇，属于阿维尼翁区。

## 地理
勒托尔（43°55'45"N, 4°59'40"E）面积35.53 平方千米，位于法国普罗旺斯-阿尔卑斯-蓝色海岸大区沃克吕兹省，该省份为法国东南部内陆省份，北起德龙省，西北接阿尔代什省，西接加尔省，南至罗讷河口省，东南角与瓦尔省接壤，东临上普罗旺斯阿尔卑斯省。
与勒托尔接壤的市镇（或旧市镇、城区）包括：迪朗斯河畔科蒙、卡瓦永、加达涅新堡、索尔格河畔利勒、容克雷特、圣萨蒂南-莱萨维尼翁、韦勒龙。

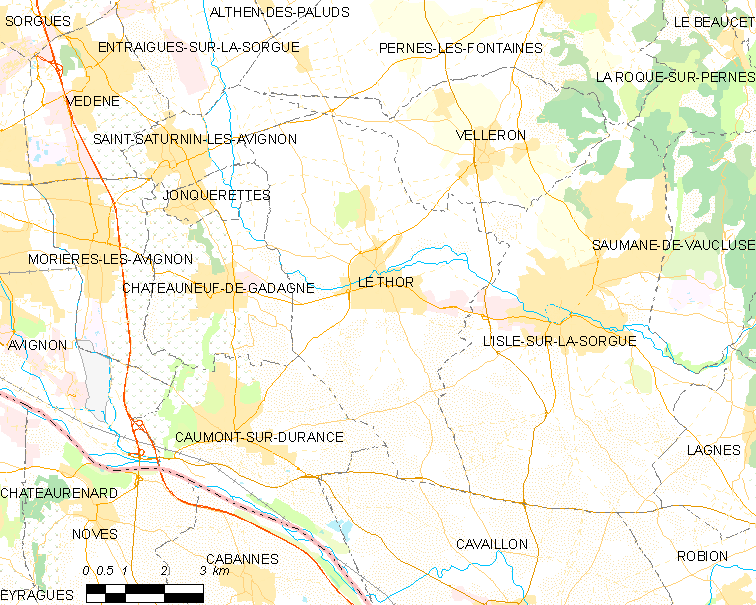
勒托尔的OSM定位图

勒托尔的时区为UTC+01:00、UTC+02:00（夏令时）。

## 行政
勒托尔的邮政编码为84250，INSEE市镇编码为84132。

## 政治
勒托尔所属的省级选区为索尔格河畔利勒县。

## 人口

1962-2008年间勒托尔人口变化图示

勒托尔于2022年1月1日时的人口数量为8887人。

## 友好城市
- 法國 阿尔特基什